# 2,4-Dinitrophenoxyamin
2,4-Dinitrophenoxyamin ist eine chemische Verbindung, die sich sowohl vom Dinitrophenol als auch vom Hydroxylamin ableitet. Es kann in der chemischen Synthese als elektrophiles Reagenz zur Aminierung verwendet werden.

## Gewinnung und Darstellung
Nach Veröffentlichungen von T. J. Sheradsky et al. 1967 und 1972 kann 2,4-Dinitrophenoxyamin aus 2,4-Dinitrofluorbenzol oder 2,4-Dinitrochlorbenzol synthetisiert werden, indem ein solches Aryl-Edukt in alkoholischem Kaliumhydroxid mit N-tert-butyloxycarbonylhydroxylamin in einer nukleophilen aromatischen Substitution umgesetzt und das entstandene Carbamat mit Trifluoressigsäure in Dichlormethan gespalten wird.
Claude Legault und André B. Charette publizierten 2003 eine effizientere Synthese, bei der das Aryl-Edukt stattdessen analog zur Gabriel-Synthese mit N-hydroxyphthalimid umgesetzt wird und das entstandene Imid mit Hydrazinhydrat gespalten wird.

## Verwendung
2,4-Dinitrophenoxyamin wird hauptsächlich verwendet, um Stickstoffheterocyclen an den arylischen Stickstoffatomen zu aminieren, wodurch Verbindungen wie zum Beispiel Iminopyridine entstehen.